# Аргус чубатий
Аргус чубатий (Rheinardia ocellata) — вид куроподібних птахів родини фазанових (Phasianidae). Ендемік Індокитаю.

## Поширення
Аргус чубатий трапляється вздовж Аннамського гірського ланцюга у центральному та південному В'єтнамі та сусідньому східному Лаосі, між провінцією Нгеан і плато Далат на півдні В'єтнаму. Мешкає в первинних і вторинних вічнозелених лісах від рівня моря до 1500 м і до 1700—1900 м на плато Далат. Найбільша щільність спостерігається у вологих первинних лісах у низинах до 900 м над рівнем моря. Він був зареєстрований у деградованих лісових середовищах існування, у тому числі в активних лісозаготівельних концесіях.

## Опис
Самець завдовжки від 180 до 235 сантиметрів. Самиці, навпаки, мають довжину лише 74-75 сантиметрів. Велика різниця пояснюється надзвичайно довгим пір'ям хвоста самця. Серед існуючих видів птахів аргус чубатий, можливо, має найдовше пір'я. Середнє з дванадцяти пір'їн хвоста може досягати довжини від 1,5 до 1,7 метрів, хоча такої довжини пір'я досягають лише павичі у віці від п'яти до шести років.
В цілому оперення перлового фазана не дуже яскраво забарвлене. Шия самця каштаново-коричнева. Оперення тіла тьмяно-темно-коричневе з дрібними вохристо-чорними плямами. Голова порівняно невелика. Верх голови і вушні плями буруваті. Бічні пера на голові білуваті. Підборіддя і горло сірі. Самиці бракує не тільки довгих хвостових пір'їн. Їхнє оперення в цілому більш тьмяне, а гребінь менш виражений.